# اسنوو هیل (کارولینای شمالی)
اسنوو هیل (به انگلیسی: Snow Hill) شهری در ایالت کارولینای شمالی کشور ایالات متحده آمریکا است که جمعیت آن در سرشماری سال ۲۰۱۰ میلادی، ۱٬۵۹۵ نفر بوده‌است.